# MS Tanzania
MS Tanzania er Mellemfolkeligt Samvirkes landeprogram i Tanzania. MS Tanzania har arbejdet i Tanzania siden 1963, og har siden 1993 arbejdet gennem partnerskabs aftaler med lokale NGO'er. Der arbejdes med følgende tre temaer under Mellemfolkeligt Samvirkes globale demokratifokus: Lokaldemokrati, jordrettigheder og unge.
I dag ledes MS' program i Tanzania af landedirektør Kristian S. Petersen, som overtog stillingen efter  Flemming Winter Olsen i februar 2009. Finn Petersen ledte MS' program i Tanzania frem til 2005 sammen med administrator Pia Nørgaard. Fra december 2005 overtog Mikkel Hauschildt stillingen som administrator frem til december 2007.